# Contea di Sibley
La contea di Sibley in inglese Sibley County è una contea dello Stato del Minnesota, negli Stati Uniti. La popolazione al censimento del 2000 era di 15 356 abitanti. Il capoluogo di contea è Gaylord.